# Vladimir Antonovich Ivashko

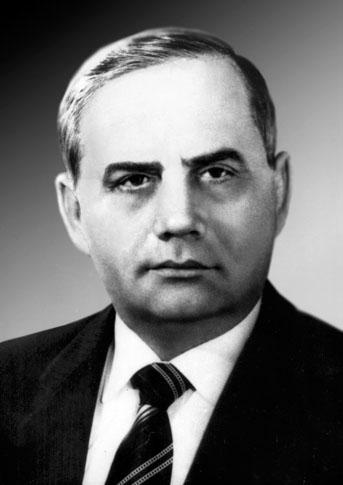
Volodymyr Ivashko

Vladimir Antonovich Ivashko (tiếng Nga: Владимир Антонович Ивашко, tiếng Ukraina: Володимир Антонович Івашко) (1932–1994) là quyền Tổng Bí thư Đảng Cộng sản Liên Xô trong một thời gian ngắn từ ngày 24 tháng 8 năm 1991 đến ngày 29 tháng 8 năm 1991. Ngày 24 tháng 8, Mikhail Gorbachev từ chức, và ngày 29 tháng 8, Đảng Cộng sản Liên Xô bị Xô Viết Tối cao đình chỉ.
nn
Ivashko giữ chức Chủ tịch của Verkhovna Rada trong một thời gian ngắn từ ngày 4 tháng 6 đến 9 tháng 7 năm 1990.